# Johan Risingh
Johan Risingh, född i mars 1617 i Risinge prästgård, död i april 1672 i Stockholm, var en svensk ämbetsman och nationalekonomisk författare, brorson till biskop Johannes Botvidi.
Risingh studerade vid Uppsala universitet under Johannes Loccenius, var 1646-47 lärare åt Clas Åkesson Tott d.y. och företog 1647-48 med denne en resa till Holland, England och Frankrike. Han blev 1651 sekreterare i Kommerskollegium, vars direktör, Erik Oxenstierna, kom att gynna honom välvilligt. Som kommissarie och assistensråd utsändes han 1654 till kolonin Nya Sverige på skeppet Örnen med Sven Skute och en expedition utvandrare. Han avlöste i maj samma år som guvernör Johan Printz måg och ställföreträdare Johan Papegoja, men måste i september 1655 kapitulera för holländarnas anfall. Återresan anträddes över England och Holland till Elbing, där han 1656 uppvaktade Erik Oxenstierna och till regeringen ingav ansökan om en tjänst eller jordområde som ersättning för sina förluster. År 1657 fick han fullmakt som överinspektor över Sveriges "gränse- och strömtullar" m.m. i Preussen och Pommerellen. Till Stockholm återkom han 1660, ägnade några år mest med författarskap och tvister med direktörerna i Amerikanska kompaniet samt blev 1665 assessor i Sjörätten. 
Risingh anses vara den förste vetenskaplige författaren i Sverige inom nationalekonomin. Redan 1651 hade han börjat författa en avhandling om köphandeln och för detta verks främjande erhållit ett stipendium av drottning Kristina. Av detta hans vidlyftigt planerade, men aldrig fullbordade arbete, Tractat om kiöphandelen finns nu i behåll endast första delens första och tredje bok samt kapitelindelning på de övriga. Ett utdrag, Itt Uthtogh om kiöphandelen eller commercierne med thess bestånd nytta och vesentelige deelar, utgavs 1669 med understöd av Magnus Gabriel De la Gardie, som bekostade tryckningen. I detta arbete framställde han sin tids nationalekonomiska idéer, praktiskt tillämpade på Sveriges förhållanden. Han skrev huvudsakligen i merkantilismens anda. Holland var för honom det ekonomiska mönsterlandet, och hans strävan gick ut på att utröna orsakerna till den holländska handelns blomstring. Han försvarade handelns frihet och var motståndare till monopol; dock gillade han monopol på exportvaror, när därigenom en svensk vara hindrades från att komma ut i stor mängd på utländsk marknad och därigenom falla i pris. Vid handeln med en del stapelvaror och vid kolonialhandeln fann han dock en rätt ordnad och med inhemskt kapital driven kompanihandel, efter de stora holländska kompaniernas mönster, vara till nytta. Han utarbetade även Een landbook (1671), en vägledning i praktisk lanthushållning. Hans Relation om Nya Sverige är tryckt hos Carl Sprinchorn (i "Kolonien Nya Sverige", "Historiskt bibliotek", 1878), en beskrivning på holländarnas överfall i "De colonia Nova Suecia" (akademisk avhandling, Uppsala, 1825 under Erik Gustaf Geijers presidium).